# Algis Budrys
Algirdas Jonas Budrys, más conocido como Algis Budrys, (9 de enero de 1931 - 9 de junio de 2008) escritor de origen lituano, nacido en Königsberg (Kaliningrad), Este de Prusia. Marchó con su familia en 1936 a Nueva York (EE. UU.), donde su padre ejerció como cónsul de Lituania.
Comenzó su carrera en 1950. Ha escrito un par de novelas consideradas "clásicos" de la ciencia ficción: ¿Quién? (1958) y El laberinto de la Luna (1960). Posteriormente algunas de sus obras han derivado en la ficción pura. En 1993 lanza la revista Tomorrow Speculative Fiction que sería la primera en pasar, en 1997, al formato de distribución electrónico a través del web.
Budrys ha conseguido varias nominaciones a premios importantes, pero no ha logrado ninguna victoria. En 1959 el Hugo de Un caso de conciencia venció a ¿Quién?, en 1961 el Hugo fue para Cántico por Leibowitz por encima de El laberinto de la Luna. Y en 1993 la nominación por Hard Landing a los Nébula fue batida por Marte rojo de Kim Stanley Robinson. Idéntica mala suerte ha tenido con algunos de sus cuentos nominados.